# Visual Studio Code
Visual Studio Code, який також зазвичай називають VS Code — це редактор початкового коду, створений Microsoft із Electron Framework для Windows, Linux і macOS. Функції включають підтримку налагодження, підсвічування синтаксису, інтелектуальне завершення коду, фрагменти, рефакторинг коду та вбудований Git. Користувачі можуть змінювати тему, комбінації клавіш, параметри та встановлювати розширення, які додають функціональність.
В опитуванні розробників Stack Overflow 2022 серед 71 010 респондентів Visual Studio Code назвали найпопулярнішим інструментом середовища розробника, при цьому 74,48 % повідомили, що вони ним користуються.

## Історія
Visual Studio Code було вперше анонсовано 29 квітня 2015 року Microsoft на конференції Build 2015. Попередня збірка була випущена незабаром після цього.
18 листопада 2015 року вихідний код Visual Studio Code було випущено за ліцензією MIT і доступно на GitHub. Також було оголошено про підтримку розширення. 14 квітня 2016 року код Visual Studio закінчив етап загальнодоступної попередньої версії та був випущений в Інтернет. Корпорація Майкрософт опублікувала більшість вихідного коду Visual Studio Code на GitHub під дозвільною ліцензією MIT, тоді як випуски Microsoft є пропрієтарними безкоштовними програмами.

## Особливості
Visual Studio Code — це редактор вихідного коду, який можна використовувати з різними мовами програмування, включаючи C, C#, C++, Fortran, Go, Java, JavaScript, Node.js, Python, Rust. Він базується на структурі Electron, яка використовується для розробки вебдодатків Node.js, які працюють на механізмі компонування Blink. Visual Studio Code використовує той самий компонент редактора (під кодовою назвою «Monaco»), який використовується в Azure DevOps (раніше називався Visual Studio Online і Visual Studio Team Services).
З коробки Visual Studio Code містить базову підтримку для більшості поширених мов програмування. Ця базова підтримка включає підсвічування синтаксису, зіставлення дужок, згортання коду та настроювані фрагменти. Visual Studio Code також постачається з IntelliSense для JavaScript, TypeScript, JSON, CSS і HTML, а також підтримує налагодження Node.js. Підтримка додаткових мов може бути забезпечена безоплатними розширеннями на VS Code Marketplace.
Замість системи проєктів вона дозволяє користувачам відкривати один або кілька каталогів, які потім можна зберегти в робочих областях для подальшого використання. Це дозволяє йому працювати як мовно-агностичний редактор коду для будь-якої мови. Він підтримує багато мов програмування та набір функцій, який відрізняється для кожної мови. Небажані файли та папки можна виключити з дерева проєкту за допомогою налаштувань. Багато функцій Visual Studio Code не доступні через меню чи інтерфейс користувача, але доступ до них можна отримати через палітру команд.
Код Visual Studio можна розширити за допомогою розширень, доступних через центральне сховище. Це включає доповнення до редактора та підтримку мови. Примітною функцією є можливість створювати розширення, які додають підтримку нових мов, тем, налагоджувачів, налагоджувачів подорожей у часі, виконують статичний аналіз коду та додають лінтери коду за допомогою протоколу Language Server.
Керування джерелом є вбудованою функцією Visual Studio Code. Він має спеціальну вкладку всередині панелі меню, де користувачі можуть отримати доступ до налаштувань керування версіями та переглянути зміни, внесені до поточного проєкту. Щоб використовувати цю функцію, Visual Studio Code має бути зв’язано з будь-якою підтримуваною системою керування версіями (Git, Apache Subversion, Perforce тощо). Це дозволяє користувачам створювати репозиторії, а також робити запити push і pull безпосередньо з програми Visual Studio Code.
Visual Studio Code містить кілька розширень для FTP, що дозволяє використовувати програмне забезпечення як безплатну альтернативу для веброзробки. Код можна синхронізувати між редактором і сервером без завантаження додаткового програмного забезпечення.
Код Visual Studio дозволяє користувачам встановлювати кодову сторінку, на якій буде збережено активний документ, символ нового рядка та мову програмування активного документа. Це дозволяє використовувати його на будь-якій платформі, у будь-якій локальній мережі та для будь-якої заданої мови програмування [promotional language].
Visual Studio Code збирає дані про використання та надсилає їх до Microsoft, хоча це можна вимкнути. Через відкритий вихідний код програми, код телеметрії доступний для громадськості, яка може бачити, що саме збирається.

## Рецепція
В опитуванні розробників Stack Overflow у 2016 році Visual Studio Code посідає 13 місце серед найпопулярніших інструментів розробки, лише 7 % із 47 000 респондентів використовують його. Два роки по тому, однак, Visual Studio Code посів перше місце: 35 % із 75 000 респондентів використовували його. В опитуванні розробників у 2019 році код Visual Studio посів перше місце: 50 % із 87 000 респондентів використовували його. В опитуванні розробників 2021 року Visual Studio Code продовжував займати перше місце з 74,5 % із 71 000 респондентів, піднявшись до 74,48 % із 71 010 відповідей в опитуванні 2022 року.